# 南小国町立市原小学校
南小国町立市原小学校（みなみおぐにちょうりつ いちはらしょうがっこう）は熊本県阿蘇郡南小国町赤馬場にある公立の小学校。

## 沿革
歴史
1874年（明治7年）創立。現校名となったのは1969年（昭和44年）。2024年（令和6年）に創立150周年を迎えた。
校訓
「かしこく、やさしく、げんきよく」
校章
柏の葉と桜の花弁を組み合わせたものを背景にして、中央に校名の頭文字である「市」の文字を配している。
校歌
作詞は山口白陽、作曲は末次定義による。歌詞は3番まであり、各番の歌詞中に校名の「市原小学校」が登場する。
通学区域
南小国町のうち以下の区域。中学校区は南小国町立南小国中学校。
- 大字赤馬場（全区域）
- 大字満願寺字（堂ノ前・字丸田・字境ノ谷・字繪解口・字女夫木・字手形野・字横井ノ本・字城ケ平・字堂ノ脇・字瀬ノ口・字一ノ谷・字源六谷・字動馬喜・字城山・字原田・字志賀瀬・字碩ノ本・字桑原・字千羽・字上白岩・字白岩・字高鼻・字菖蒲・字堂ノ草・字上津留・字津留・字長迫・字森木・字崩ノ迫・字長藪・字石原・字花山・字陣内・字鬼渕・字女子夫・字水ノ口・字岩ノ上・字中村・字黒岩・字中園臺・字大薮・字籏返）

## 概要
- 1874年（明治7年）7月27日 - 「市原学校」が創立。
- 1886年（明治19年）7月 - 小学校令施行により、尋常科（4年制）を設置の上、「尋常市原小学校」に改称。
- 1889年（明治22年）4月1日 - 町村制施行により、阿蘇郡3村（赤馬場・中原・満願寺）が合併の上、「南小国村」が発足。
- 1892年（明治25年）4月 - 「市原尋常小学校」に改称。
- 1898年（明治31年）5月 - 梅木堂分教場を設置。
- 1902年（明治35年）- 梅木堂分教場を黄川に移転。
- 1908年（明治41年）4月 - 改正小学校令により、尋常科（義務教育年限）が4年制から6年制に改められる。尋常科5年を新設。
- 1909年（明治42年）4月 - 尋常科6年を新設。
- 1914年（大正3年）8月 - 講堂が完成。
- 1920年（大正9年）- 農業補習学校を併置。
- 1923年（大正12年）4月 - 高等科を併置の上、「市原尋常高等小学校」に改称。
- 1927年（昭和2年）4月 - 併置の農業補習学校を、青年訓練所充当 南小国農業公民学校に改組。
- 1929年（昭和4年）3月 - 南小国農業公民学校を廃止の上、赤馬場農業公民学校を併置。
- 1935年（昭和10年）- 青年学校令施行により、併置の農業公民学校が青年学校となる。
- 1941年（昭和16年）4月1日 - 国民学校令施行により、「南小国村市原国民学校」に改称。尋常科を初等科に改める。
- 1947年（昭和22年）- 学制改革が行われる（六・三制の実施）
  - 4月1日 - 国民学校初等科は、新制小学校「南小国村立市原小学校」に改称。
  - 4月 - 国民学校高等科は、青年学校普通科とともに、新制中学校「南小国村立南小国中学校」に改組・改称。
- 1949年（昭和24年）6月 - 学校給食を開始。
- 1952年（昭和27年）
  - 6月 - 完全給食を開始。
  - 11月 - 木造新校舎が完成。
- 1954年（昭和29年）5月 - 校地を拡張。
- 1961年（昭和36年）5月 - 体育館が完成。
- 1965年（昭和40年）4月1日 - 黄川分校を統合。
- 1969年（昭和44年）11月1日 - 町制移行により、「南小国町立市原小学校」（現校名）に改称。
- 1970年（昭和45年）10月1日 - 南小国町立波居原小学校を統合の上、分校とする。
- 1971年（昭和46年）4月 - 新校舎（普通教室12）が完成。南小国町立波居原小学校を完全に統合。
- 1974年（昭和49年）
  - 5月 - プールが完成。
  - 11月16日 - 創立100周年記念式典を挙行。
- 1977年（昭和52年）2月 - 気象観測所が完成。
- 1979年（昭和54年）11月 - 給食センターが完成。
- 1998年（平成10年）5月 - 新体育館が完成。
- 1999年（平成11年）3月 - 新プールが完成。
- 2006年（平成18年）
  - 4月 - 2学期制を開始。
  - 7月 - サマースクールを開始。
- 2007年（平成19年）11月 - 校舎の耐震工事及び大規模改修が完了。
- 2013年（平成25年）12月 - 運動場を整地。
- 2024年（令和6年）11月16日 - 創立150周年記念式典・学習発表会を開催。

旧・波居原小学校（はいわら）
- 1875年（明治8年） - 創立。
- 1892年（明治25年）4月 - 「波居原尋常小学校」に改称。
- 1903年（明治36年）8月 - 校舎を改築。
- 1908年（明治41年）4月 - 尋常科5年を新設。
- 1909年（明治42年）4月 - 尋常科6年を新設。
- 1921年（大正10年）- 農業補習学校を併置。
- 1941年（昭和16年）4月1日 - 国民学校令施行により、「南小国村波居原国民学校」に改称。尋常科を初等科に改める。
- 1947年（昭和22年）4月1日 - 学制改革により、新制小学校「南小国村立波居原小学校」に改称。
- 1969年（昭和44年）11月1日 - 町制移行により、「南小国町立波居原小学校」に改称。
- 1970年（昭和45年）4月1日 - 統合により、「南小国町立市原小学校分校」となる。
- 1971年（昭和46年）3月31日 - 完全統合により閉校。
  - 最終所在地 - 南小国町波居原8624番地（現・浜居原体育館付近）

## 交通アクセス
最寄りのバス停留所
- 九州産交バス 「市原」停留所

最寄りの幹線道路
- 国道212号
- 熊本県道134号南小国上津江線
- 熊本県道40号南小国波野線

## 周辺
南小国町の中心部に位置している。
- 南小国町学校給食センター
- 南小国町立南小国中学校
- 南小国町役場
- 小国警察所赤馬場警察官駐在所
- 南小国郵便局
- 肥後銀行南小国出張所
- 南小国町商工会
- 馬場川